# Medici di Marignano
Die Medici di Marignano sind eine Familie Mailänder Herkunft. Ein verwandtschaftlicher Zusammenhang mit den Medici in der Toskana ist nicht erwiesen, wenngleich sie diese als Verwandte bezeichneten und auch deren Wappen führten.
Die ersten Nachrichten über die Medici reichen in das 11. Jahrhundert zurück. Es handelt sich um eine angesehene Mailänder Familie, die nicht dem Adel angehörte. Ende des 13. Jahrhunderts lassen sich 5 Familienzweige nachweisen: Medici di Porta Ticinese, der damals mächtigste Zweig, Medici di Casorezzo, Medici di Nosigia, Medici d'Albairate und Medici di Novate.
Geschichtlich bedeutende Persönlichkeiten haben die Medici di Nosigia hervorgebracht. Sie nennen sich später nach der Herrschaft Melegnano entweder Medici di Melegnano oder Medici di Marignano (Marignano ist die alte Bezeichnung für Melegnano). 
Als Stammvater gilt Paolo, Parolo genannt, der 1335 und 1340 als Dekurion in Mailand aufscheint. Dessen Enkel Jacopo, Jacopino genannt, war im Jahr 1390 Mitglied des Generalrats und 1406 bis 1411 Präfekt der Fabbrica del Duomo zur Errichtung des Mailänder Doms. Das Haus der Familie befand sich in der Contrada dei Moroni auf dem Gebiet des heutigen Palazzo Belgioioso.
Der 1519 verstorbene Bernardino heiratete Clelia Serbelloni, was die finanzielle Situation der verarmten Familie verbesserte. Aus dieser Beziehung gingen zehn Kinder hervor, darunter:
- Gian Giacomo Medici, auch Il Medighino (* 1497; † 1555), Condottiere, Marchese von Marignano (1532); er heiratete Marzia Orsini von Pitigliano, die beiden hatten keine gemeinsamen Nachkommen.
- Giovanni Angelo Medici (1499–1565), Bruder von Gian Giacomo, als Pius IV. Papst (1559–1565), er nahm das Wappen der Medici an.
- Agosto Medici (* 1501; † 1570), er war zweiter Marchese von Melegnano in der Nachfolge seines Bruders Gian Giacomo.
- Clara Medici (* 1507; † 1560), verheiratet mit Wolf Dietrich von Hohenems, Sohn des Freiherrn Mark Sittich I.; Clara und Wolf Dietrich waren die Eltern von Jakob Hannibal I. und Kardinal Markus Sittikus III von Hohenems. Von Jakob Hannibal stammt ihr Enkel Markus Sittikus IV. von Hohenems, Fürsterzbischof von Salzburg ab.
- Margherita Medici (* 1510; † 1547), verheiratet mit Giberto II. Borromeo, Graf von Arona; Margherita und Giberto sind die Eltern des Heiligen Karl Borromäus, Kardinal und Erzbischof von Mailand.[3]

Agosto Medici beherbergte in seiner Burg in Melegnano 1549 Erzherzog Philipp von Österreich, ab 1555/56 König Philipp II. von Spanien. Er hatte mit Barbara Del Majno zwei Kinder: Cecilia und Gian Giacomo, dritter Marchese von Melegnano. Dieser hatte seinerseits mit Livia Castaldi elf Kinder. Sein gleichnamiger Enkel, Gian Giacomo (* 1626; † 1686), sechster Marchese von Marignano, wurde am Hof der Medici in Florenz erzogen und war im Gefolge des Großherzogs. Aus der Linie der Marchese di Marignano existieren bis heute Nachkommen.